# Acceglio
Acceglio (Assèj in piemontese, Acelh in occitano), è un comune italiano di 166 abitanti della provincia di Cuneo in Piemonte, situato in Valle Maira.

## Geografia fisica
Acceglio è l'ultimo paese della Valle Maira: è circondato da alte vette, facenti parte delle Alpi Cozie, a volte superiori a 3 000 m (come il Brec de Chambeyron), alcune poste sullo spartiacque con la confinante Francia. Il comune è situato sulle sponde del fiume da cui prende nome la valle, là dove va ampliandosi, suddividendosi in una serie di valloni circostanti.

## Origini del nome
Secondo alcuni studiosi deriverebbe dal latino ad cilium o da forme preceltiche tipo ocelum o oscelum, il cui significato è molto probabilmente "posto in alto". Per la prima volta lo troviamo menzionato con il nome di Cilio in un documento del 1028, un elenco di terre della Valle Maira donate dal marchese di Torino Olderico Manfredi II al monastero di Caramagna.

## Storia
Agli inizi del XIII secolo il comune entra a far parte dei possedimenti del marchesato di Saluzzo, costituendo con i dodici comuni della valle superiore di Macra una specie di repubblica libera. Formalmente la comunità riconosceva la protezione del marchese, cui pagava i tributi, ma a essa venivano concessi le franchigie e di volta in volta confermate le libertà e i diritti che derivavano dalle buone consuetudini, di fatto consentendole una notevole indipendenza.
Nel XVI secolo il comune venne a far parte del dominio francese, assieme all'intero marchesato, divenendo uno dei centri più importanti del calvinismo. Con il pretesto del sorgere e del dilagare "dell'eresia calvinista", il duca Carlo Emanuele I di Savoia si impadronì del territorio e dopo condanne a morte da parte dell'inquisizione, assedi e sollevazioni popolari, riuscì a costringere la maggior parte della popolazione all'abiura e gli irriducibili all'esilio. Qualche anno più tardi il duca darà il borgo in contado alla famiglia Taffini di Savigliano.
Fin dai tempi più remoti la maggior parte dei rapporti avveniva con le vallate d'oltralpe. Non solo quelli, visto che l'intendente dei Savoia, nel 1753, lamentava di non poter porre fine ai "commerci in frode" esercitati dai circa 2 000 accegliesi dell'epoca "perché troppe sono le strade che conducono fuori dal paese".
Lo sviluppo e la storia del comune hanno sempre avuto un ruolo importante grazie alla sua posizione di confine, che raramente è stato considerato tale e quasi sempre in occasione di scontri militari: lo fu sia in occasione nella guerra tra Spagna e Francia che durante le campagne napoleoniche e tornò a esserlo nel 1940 quando l'artiglieria alpina salì al Colle del Maurin per contrastare le truppe francesi. Ancora nel 1944 venne superato dai partigiani italiani e dai maquis francesi che si incontrarono nella frazione di Saretto per firmare un trattato di alleanza.

### Il Medioevo
Nonostante gli sconquassi e le devastazioni del passato, Acceglio ha mantenuto intatto il suo impianto medioevale: così a Chialvetta, Chiappera, Unerzio, Villaro, Ponte Maira e Saretto, si ritrovano le mura in pietra, i tetti in lose sostenuti da grosse travi in larice e case unite spesso da passaggi coperti, con soffitti in legno, che servivano a proteggere i percorsi quotidiani e offrire riparo durante il lungo periodo invernale.
Vi si possono ritrovare preziosi e antichi portali, finestre in pietra, spesso scolpite, fontane con têtes coupées, affreschi votivi, presenti anche nelle località più piccole ed isolate.

### Simboli
Lo stemma e il gonfalone del Comune di Acceglio sono stati concessi con decreto del presidente della Repubblica del 9 dicembre 1955. Lo stemma comunale si presenta troncato: il primo ritroncato, a) d'argento, alla banda d'azzurro, b) d'oro, all'aquila di nero, al volo abbassato; il secondo d'azzurro, al castello d'argento, merlato alla guelfa e munito di tre torri, quella centrale più elevata. Il gonfalone è un drappo partito di bianco e di azzurro.

## Monumenti e luoghi d'interesse

### Il borgo e gli edifici importanti
Il centro di Acceglio, chiamato La Villa, è il luogo che più di ogni altro nella zona ha subito nel tempo le diverse distruzioni e rimaneggiamenti e che ha conservato meno delle sue origini medioevali; qui sorge la chiesa parrocchiale di Maria Vergine Assunta. Su una roccia sopra l'abitato sono individuabili i ruderi del castello quattrocentesco, detto anche "forte della torre", per via di una massiccia torre quadrata, così come di ruderi, assai pochi, del convento dei Cappuccini, fondato per combattere il dilagare del calvinismo nel borgo. L'adiacente chiesetta di San Defendente tuttora non è più officiata.
Si nota ancora la traccia di antichi e signorili palazzi con bifore e capitelli scolpiti; un edificio che è giunto fino ai giorni nostri in buon stato di conservazione è la seicentesca chiesa della Confraternita dell'Annunziata, con tutti gli arredi e paramenti sacri utilizzati nelle funzioni religiose. In una nicchia posta sotto l'altare è possibile osservare un affresco raffigurante la Pietà, la cui collocazione fa ipotizzare l'esistenza di un'antica cappella inglobata successivamente nella costruzione.

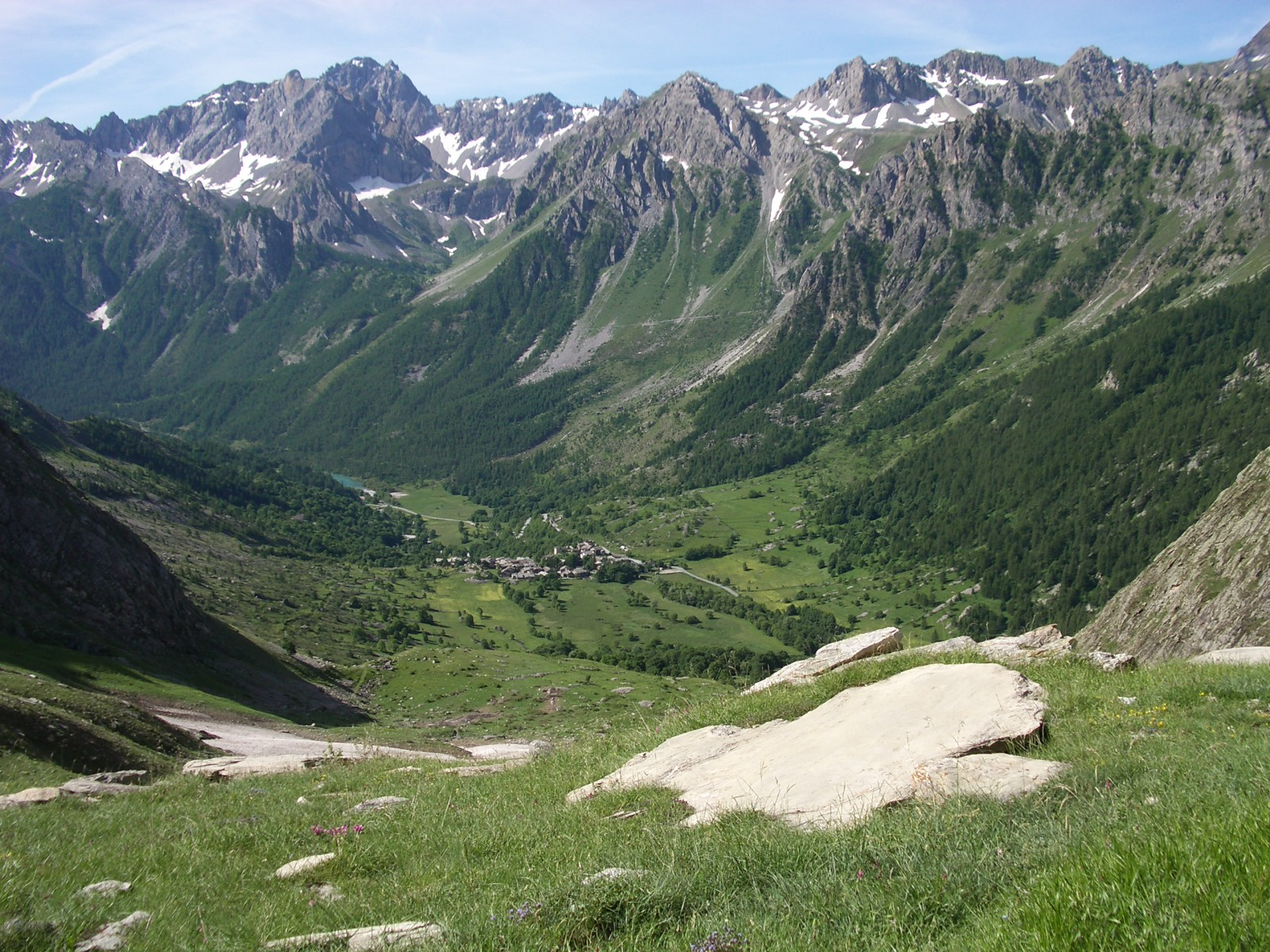
Frazione di Chiappera dall'alto

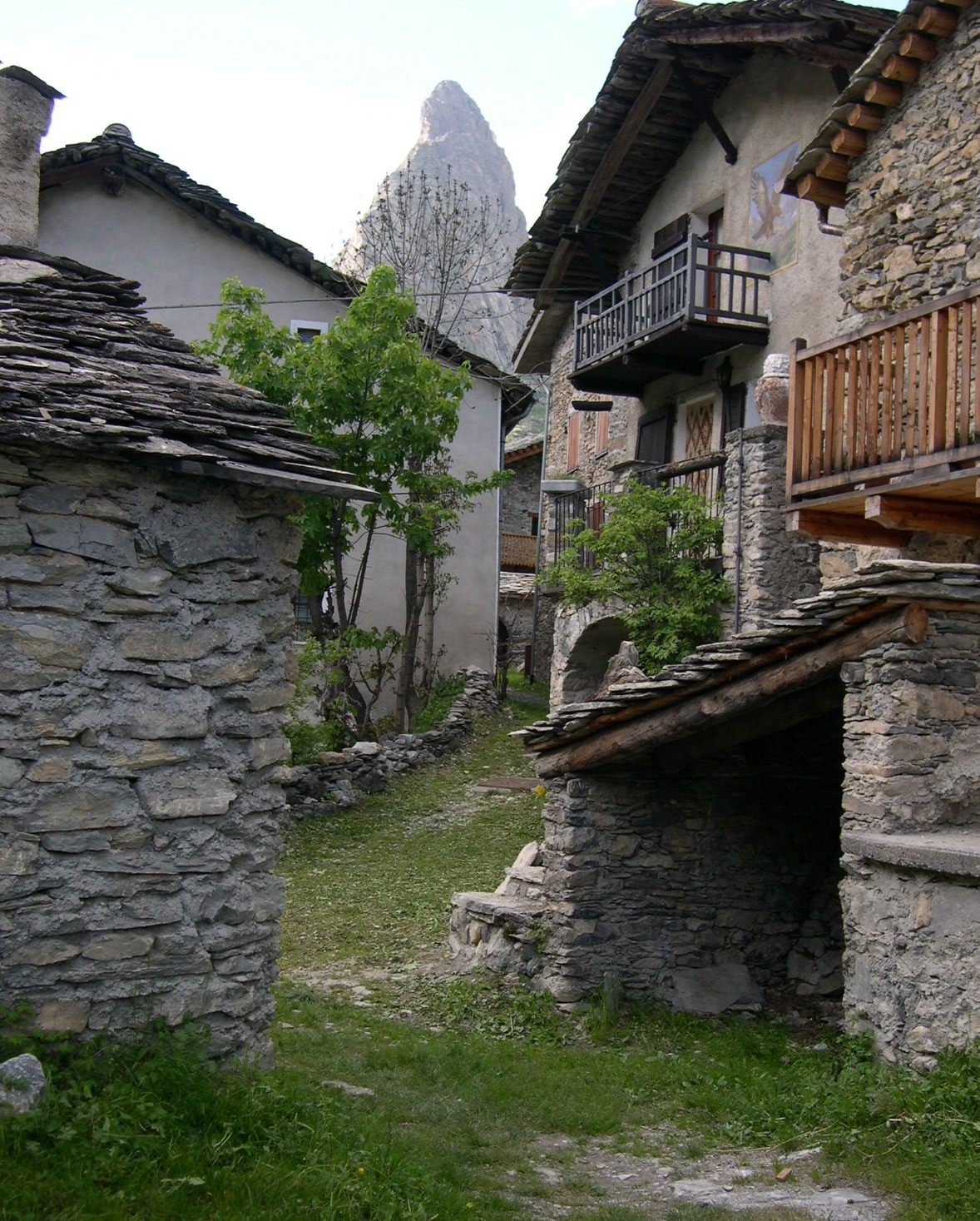
Frazione di Chiappera

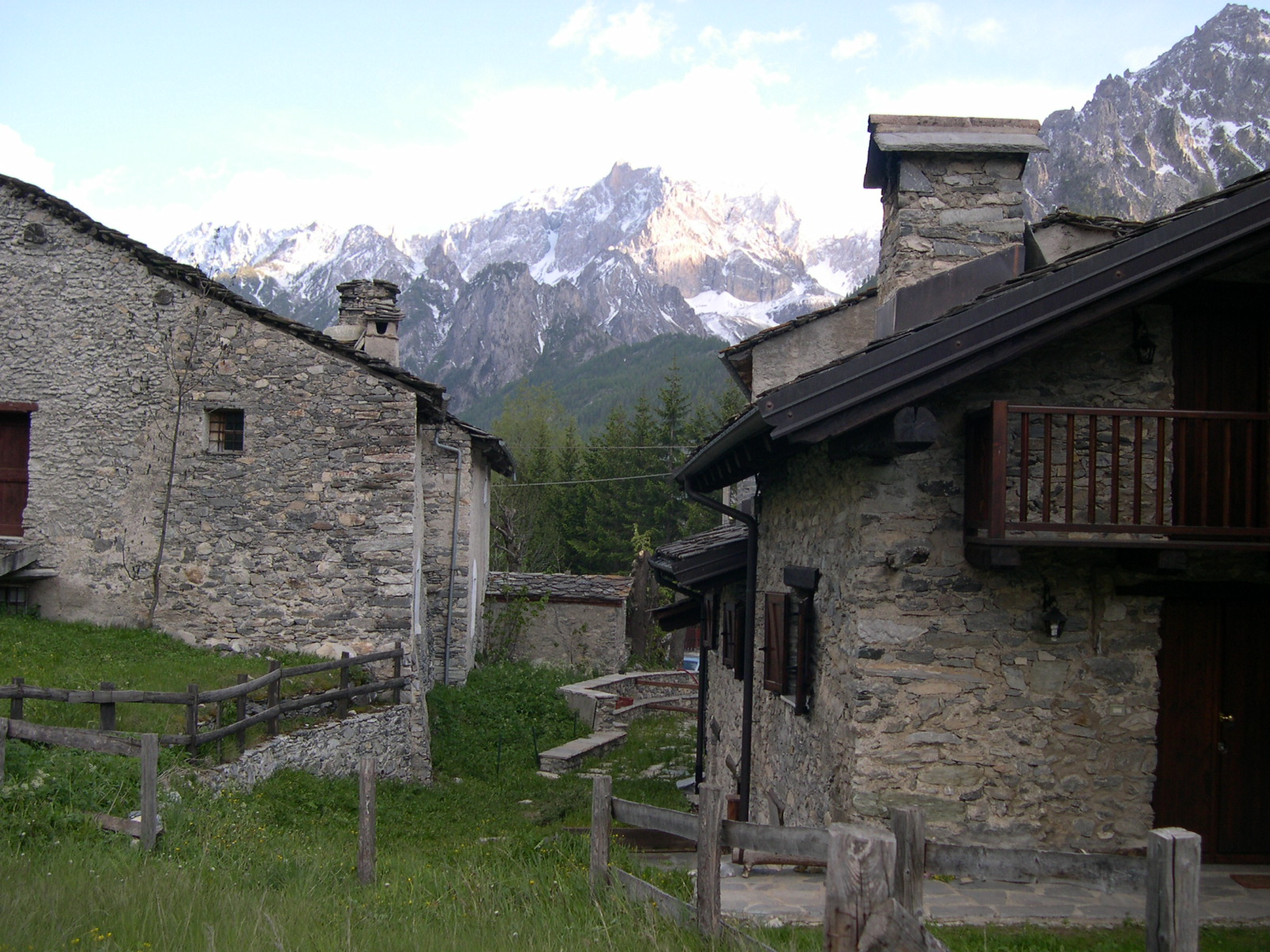
Frazione di Chiappera

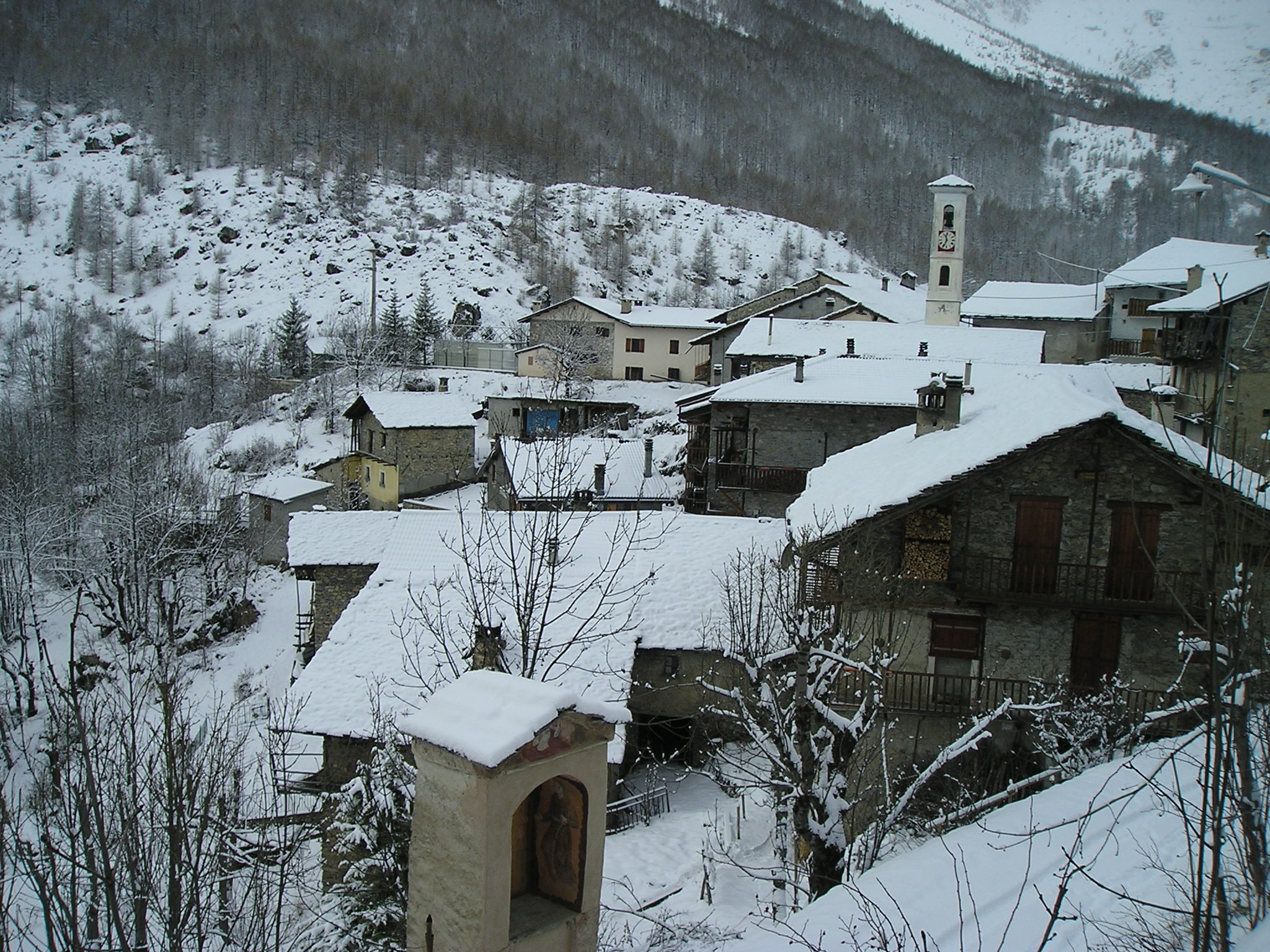
Frazione di Saretto

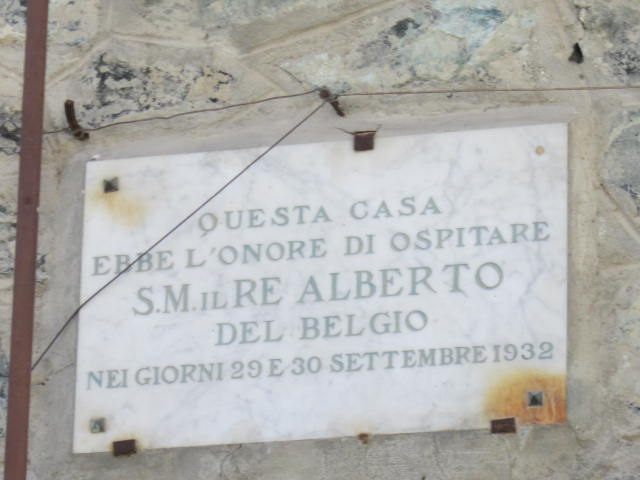
Lapide che ricorda la visita di Alberto I del Belgio

## Società

### Evoluzione demografica
Negli ultimi cento anni, dal 1921, la popolazione residente è diminuita del 90%.
Abitanti censiti

All'inizio del secolo XX, a causa di un'emigrazione dapprima stagionale e successivamente definitiva, Acceglio venne ulteriormente impoverito di un'economia di montagna che già di per sé era poco florida.

#### Musei
- La Misoun d'en bot (la casa di una volta)[9]
- il Museo d'Arte Sacra dell'Alta Valle Maira[10]

## Economia
Attualmente l'economia locale pone le sue basi sull'allevamento e sul commercio del bestiame, come ai tempi della grande fiera medioevale d'ottobre, e sullo sfruttamento di alcune cave di marmo nero e verde. Grazie ai paesaggi con grandi boschi di conifere, gli ampi pascoli e gli alpeggi, la ricchezza dei fiori e delle acque, questi luoghi sono diventati mete frequentate dai cultori del trekking e dell'en plein air.

## Amministrazione
| Periodo          | Periodo          | Primo cittadino           | Partito                                | Carica              | Note   |
| ---------------- | ---------------- | ------------------------- | -------------------------------------- | ------------------- | ------ |
| 26 maggio 1985   | 27 maggio 1990   | Riccardo Benvegnù         | DC                                     | Sindaco             | [ 11 ] |
| 27 maggio 1990   | 24 aprile 1995   | Giovanni Olivero          | Indipendente                           | Sindaco             | [ 11 ] |
| 24 aprile 1995   | 14 giugno 1999   | Giovanni Marco Baralis    | Indipendente                           | Sindaco             | [ 11 ] |
| 14 giugno 1999   | 14 giugno 2004   | Giovanni Marco Baralis    | Indipendente                           | Sindaco             | [ 11 ] |
| 14 giugno 2004   | 29 ottobre 2004  | Riccardo Benvegnù         | Lista civica                           | Sindaco             | [ 11 ] |
| 29 ottobre 2004  | 13 dicembre 2004 | Marinella Rancurello      |                                        | Comm. prefettizio   | [ 11 ] |
| 13 dicembre 2004 | 5 aprile 2005    | Marinella Rancurello      |                                        | Comm. straordinario | [ 11 ] |
| 5 aprile 2005    | 8 dicembre 2007  | Giovanni Mario Olivero    | Lista civica                           | Sindaco             | [ 11 ] |
| 8 dicembre 2007  | 9 gennaio 2008   | Marinella Rancurello      |                                        | Comm. prefettizio   | [ 11 ] |
| 9 gennaio 2008   | 15 aprile 2008   | Marinella Rancurello      |                                        | Comm. straordinario | [ 11 ] |
| 15 aprile 2008   | 10 giugno 2013   | Riccardo Benvegnù         | Lista civica                           | Sindaco             | [ 11 ] |
| 10 giugno 2013   | 10 giugno 2018   | Enrico Colombo            | Lista civica Per il futuro di Acceglio | Sindaco             | [ 11 ] |
| 11 giugno 2018   | 14 giugno 2023   | Giovanni Enrico Caranzano | Lista civica Un salto verso il futuro  | Sindaco             | [ 11 ] |
| 14 giugno 2023   | in carica        | Giovanni Enrico Caranzano | Lista civica Un salto verso il futuro  | Sindaco             | [ 11 ] |

### Altre informazioni amministrative
Il comune faceva parte della Comunità montana Valli Grana e Maira.